# Hedgpethia calva
Hedgpethia calva is een zeespin uit de familie Colossendeidae. De soort behoort tot het geslacht Hedgpethia. Hedgpethia calva werd in 2009 voor het eerst wetenschappelijk beschreven door Arango. 